# Med DSB gennem Danmark
|  | Denne artikel er oprettet af botten Steenthbot ud fra en ekstern database. Den kan derfor have sproglige fejl eller mangler. Denne skabelon kan fjernes efter kontrol af indholdet. |

Med DSB gennem Danmark er en dansk virksomhedsfilm fra 1935.

## Handling
I hver sin ende af landet sidder to mennesker og længes efter at komme væk fra deres vante omgivelser. En kvindelig kontoransat drømmer om at komme væk fra det ’kvalme’ kontor og ud i den friske danske natur. En bondemand længes efter at skifte naboens ager ud med storslåede slotte og byer. I avisen ser de en reklame for DSBs ferierejser. De indløser begge en ’Rundrejse-billet’ og mødes tilfældigvis i toget. Toget afgår med fuld fart og musik og fører de rejsende gennem hele Danmark. Seværdighederne tæller Roskilde Domkirke, Sorø Akademi, H.C. Andersens barndomshjem, Odense Å, Lillebæltsbroen, Krigergraven og Den Tapre Landsoldat i Fredericia, Vejle Fjord, Slugten ved Tirsbæk, Dybbøl Banke, Christian X’s Bro, Tønder, Møgeltønder, Schackenborg, Løgumkloster, Ribe By og Havn, Esbjerg Havn, Blåvand Fyr, Vestkysten, Vejers Strand, Ringkøbing, Røgind Vandmølle ved Ringkøbing, Silkeborgsøerne, Dynæs ved Laven, Herregården Gl. Estrup ved Auning, Viborg Domkirke, Flyndersø syd for Skive, Jens Bangs Stenhus i Aalborg, ”Faldet” ved Svinkløv, Jammerbugten, Aarhus Havn, Den Gamle By i Aarhus og Aarhus Hovedbanegård.

## Medvirkende
- Henrik Malberg